# Bocșa
Bocșa (węg. Boksánbánya) – miasto w południowo-zachodniej Rumunii, w okręgu Caraș-Severin. Liczy 21 tys. mieszkańców (2006).

## Współpraca
- La Valette-du-Var, Francja
- Petrovac na Mlavi, Serbia